# Anti-Nazi League

Logo de l'Anti-Nazi League

L'Anti-Nazi League (ANL, en français Ligue anti-nazi) était une organisation antifasciste britannique créée en 1977 et dissoute en 1981. Elle fut reconstituée de 1992 à 2003, date à laquelle elle participe à la fondation d’Unite Against Fascism.

## Histoire

### Première période, 1977-1981
L'Anti-Nazi League (ANL) est créée en 1977 à la suite d'un appel lancé par Paul Holborow (Parti socialiste des travailleurs), Ernie Roberts (syndicaliste) et Peter Hain (militant anti-apartheid). Le but est alors de s’opposer à la montée de mouvements d’extrême droite au Royaume-Uni, en particulier le National Front. L’initiative bénéficie du soutien actif du Parti socialiste des travailleurs (SWP, trotskiste) ainsi que de plusieurs syndicats, groupes militants et associations. Certaines sections locales du Parti travailliste appuient également l’ANL. 
Rapidement, l’influence du SWP y apparaît comme prépondérante. De nombreuses sections locales de l’ANL ont ainsi été directement suscitées ou créées par le SWP et le poste de secrétaire national de l’ANL reviendra à un de ses militants : Paul Holborow.
Dès sa fondation, l'ANL multiplie les campagnes politiques contre l’extrême droite. Entre 1977 et 1979, neuf millions de tracts sont ainsi distribués et 750 000 badges de l’ANL vendus. Mais également spécialisée dans les contre-manifestations destinées à empêcher la tenue de rassemblements du National Front, l'ANL organise des manifestations qui sont parfois le théâtre de violents affrontements entre les militants de l’ANL et ceux du National Front, ainsi que la police. Le 23 avril 1979, Blair Peach, militant de l’ANL, trouve ainsi la mort à la suite d'affrontements avec la police lors d’une manifestation contre la tenue d’un meeting électoral du National Front.
L'ANL s’investit aussi sur le terrain culturel. Elle participe en 1978 à la mise en place du festival Rock Against Racism auquel participe des groupes comme The Clash, The Buzzcocks, Steel Pulse, X-Ray Spex, Sham 69 ou encore Generation X. La première édition de ce festival au mois d'avril 1978 rassemble plus de 80 000 personnes, la seconde édition, au mois de septembre, attire quant à elle plus de 100 000 spectateurs.
Fin 1981, constatant le reflux du National Front et l’essoufflement de l’ANL (le dernier festival Rock Against Racism n’attire que 30 000 personnes), les leaders de l'ANL décident sa dissolution. Celle-ci suscite une certaine opposition, notamment au sein du SWP. Des militants exclus du SWP sur la question de l'antifascisme de rue et de l'auto-défense fonderont alors le groupe Red Action, qui participera avec d’autres groupes d’extrême-gauche à la création de l'Anti-Fascist Action (AFA) en 1985. L’AFA préconisera l’usage de la violence pour contrer les groupes d’extrême droite.

### Seconde période, 1992-2003
En 1992, les succès électoraux du Parti national britannique amènent le SWP à relancer l’ANL.
À partir de 2001, l’ANL organise le festival Love Music Hate Racism (en) qui prend le relais des festivals Rock Against Racism de la fin des années 1970.
Fin 2003, l’ANL s'unit à différents groupes antifascistes et antiracistes pour former une nouvelle structure : Unite Against Fascism.